# Родерих Менцел
Родерих Фердинанд Отомар Менцел (на английски: Roderich Ferdinand Ottomar Menzel) е чешко-германски тенисист аматьор и след активната си кариера писател.

## Биография
Родерих Фердинанд Отомар Менцел е роден на 20 май 1956 г. в Райхенберг в Бохемия, днес Либерец, Чехия. Той живее с родителите си и двамата си братя в триетажна къща. Баща му Ернст е роден в семейството на управител на стъкларска фабрика в планинското село Вилхелмсхьое, издига се от кореспондент до позицията на партньор в офиса на производителя на кабели „Felten & Guilleaume“ в Северна Бохемия.
Родерих Менцел играе футбол и тенис. Той избира тениса и става шампион на Чехословакия за юноши през 1925 г. Малко преди това той трябва да се справи с голяма семейна трагедия, баща му почива от сърдечен удар поради усложнена двойна пневмония.

## Кариера
Родерих Менцел през 1928 г. за първи път се класира за основната схема на Уимбълдън. Участва за Купа Дейвис срещу Швеция. Печели първите си два сингъла, в дългата си успешна кариера за Купа Дейвис той постига рекорд от 61 победи/23 загуби. Този рекорд отстава ненадминат и до днес за чешкия (чехословашки) отбор за Купа Дейвис. Сред неговите запомнящи се изпълнения за Купа Дейвис са няколко битки от пет сета срещу Готфрид фон Крам, негов голям съперник по това време.
През 1931 г. той печели един от най-престижните турнири по това време, Откритото първенство на Германия по тенис, и Монте Карло Мастърс само една година по-късно. Само няколко седмици по-късно, той постига първия си голям резултат от Големия шлем, като стига до полуфинал на френското първенство, губи от Джорджо де Стефани.
А. Уолис Майерс от „Дейли Телеграф“ класира Менцел като номер 7 в света за 1934 г.

## Кариерна статистика

#### Финали на турнири от Голям шлем (1)
| година | турнир      | съперник | резултат      |
| ------ | ----------- | -------- | ------------- |
| 1938   | Ролан Гарос | Дон Бъдж | 3–6, 2–6, 4–6 |

#### Финали на смесени двойки турнири от Голям шлем (1)
| година | турнир | партньор    | съперник                 | резултат      |
| ------ | ------ | ----------- | ------------------------ | ------------- |
| 1935   | ОП САЩ | Кей Стамърс | Сара Фабиан Енрике Майер | 3–6, 6–3, 4–6 |